# Gabriella Papadakisová
Gabriella Maria Papadakisová, nepřechýleně Papadakis (* 10. května 1995 Clermont-Ferrand) je bývalá francouzská krasobruslařka, soutěžící v tancích na ledě. Od deseti let je jejím tanečním partnerem Guillaume Cizeron.
Po otci je řeckého původu. Od roku 2014 žije v kanadském Montréalu.
Pár Papadakisová–Cizeron vyhrál mistrovství světa v krasobruslení v letech 2015, 2016, 2018 a 2019, mistrovství Evropy v krasobruslení 2015, 2016, 2017, 2018 a 2019 a finále Grand Prix v krasobruslení 2018 a 2020. Na zimních olympijských hrách získali v roce 2018 stříbrné medaile. Vytvořili dvacet devět světových rekordů a jako první pár v historii překonali hranici 200 bodů za součet krátkého programu a volné jízdy. Jejich maximem je 226,61 bodů z NHK Trophy v listopadu 2019.
V roce 2018 získala Národní řád za zásluhy. Během měsíce hrdosti v roce 2023 oznámila, že je bisexuální orientace.
V prosinci 2024 oznámila na sociálních sítích konec své sportovní kariéry.